# Valeriya Demidova
Valeriya Vladimirovna Demidova (russe : Валерия Владимировна Демидова), née le 3 mars 2000, est une skieuse acrobatique russe spécialiste de half-pipe. Elle participe à l'épreuve de half pipe lors des Jeux olympiques d'hiver de 2018 et termine en 6e position. Elle y concourt sous la bannière olympique à cause de l'exclusion de la Russie de ces Jeux pour cause d'affaires de dopage.

## Coupe du monde
- 1 petit globe de cristal :
  - Vainqueur du classement slopestyle en 2020.
- 5 podiums dont 1 victoire.